# Toa Payoh
Toa Payoh (em chinês: 大巴窑; em tâmil: தோ பயோ) é uma cidade planejada da região central de Singapura. Sua construção iniciou-se em 1962.